# Amurapi
Amurapi (Ammurapi) foi o último rei de Ugarite, reinando de ca. 1215 a 1 180 a.C.. Era contemporâneo do rei hitita Supiluliuma II. Escreveu uma carta vívida preservada (RS 18.147) em resposta a um pedido de assistência do rei de Alásia (Chipre):
| “ | Meu pai olhai, que os navios do inimigo chegaram (aqui); minhas cidades (?) foram queimadas e fizeram coisas más no meu país. Meu pai não sabe que todas as minhas tropas e carros (?) Estão na Terra de Hati, e todos os meus navios estão na Terra de Luca? ... Assim, o país está abandonado a si mesmo. Que meu pai saiba disso: os sete navios do inimigo que vieram aqui nos causaram muitos danos. | ” |

Supiluliuma II foi responsável pelo acordo de divórcio entre Amurapi e uma mulher hitita mas que não causou um problema entre o Reino de Ugarite e Hati; em vez disso, demonstrou a relação entre os dois reinos.